# Гертруда Польська

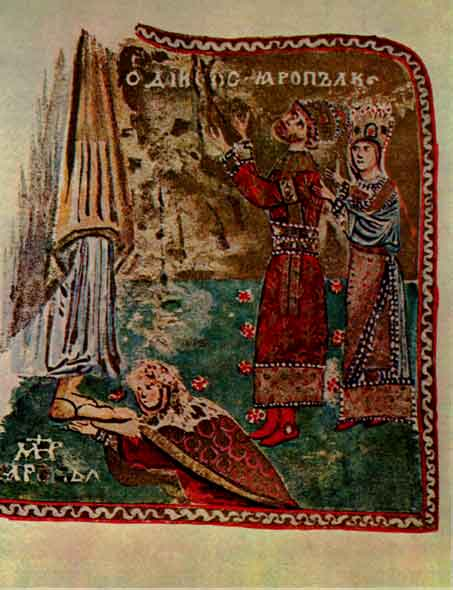
Ярополк і Гертруда перед апостолом Петром. Гертруда припадає до стоп апостола Петра(фрагмент мініатюри Кодексу Гертруди)

Гертруда Польська (Олена, Олісава; пол. Gertruda Mieszkówna; 16 березня 1025 — близько 1086 або 4 січня 1108) — польська принцеса, дочка короля Польщі Мешка II і Рикси Лотаринзької, дружина Великого князя Київського Ізяслава Ярославича; як авторка молитов латинською мовою, записаних в її ілюмінованому Кодексі (відомому як Молитовник Гертруди), — найдавніша з польських письменників, відомих на ім'я. Після одруження з князем Ізяславом Ярославичем залишилася католичкою. Прямий нащадок Римських Імператорів.

## Біографія
У 1034 році після смерті батька Гертруда була вивезена матір'ю Риксою з Польщі до Саксонії, звідки повернулася після того, як на троні зміцнився її брат Казимир I Відновитель. Отримала блискучу освіту — спочатку в Польщі, потім, можливо, в одному з кельнських монастирів.
Наприкінці 1030-х — початку 1040-х років Гертруда була віддана в дружини Ізяславу Ярославичу, другому синові Ярослава Мудрого від Інгігерди. Шлюб повинен був зміцнити польсько-руський союз: брат Гертруди Казимир I Відновитель був одружений з сестрою Ярослава Мудрого Марією-Добронєгою, тіткою Ізяслава.
У 1054 році Ізяслав став великим князем київським. Після поразки на Альті (1068) від половців, кияни повстали (див. Київське повстання 1068) та вигнали його, і Гертруда разом з чоловіком втекла до Польщі. Саме в цей час вона почала створювати дивовижно прикрашений молитовник. Ймовірно, тоді ж, у 1068 році, в ньому було створено розділ, присвячений астрології — найстаріший астрологічний текст на території Польщі.
Ізяслав у Польщі просив допомоги у племінника Гертруди Болеслава Сміливого проти Всеслава Брячиславича (Полоцького), котрий замінив його в результаті київського повстання. Болеслав допоміг йому в 1069 році знову зайняти київський престол. Очевидно, з чоловіком до Києва повернулася і Гертруда.
У 1073 році Ізяслав був вигнаний знову — на цей раз молодшими братами, разом з ним і дітьми вирушила у вигнання і Гертруда. Вони знову втекли до Польщі, але цього разу Болеслав прийняв сторону його братів Святослава і Всеволода. Він відібрав у Ізяслава і Гертруди частину коштовностей і вигнав їх з країни. Після цього сім'я вирушила до Німеччини, де Ізяслав пробував схилити на свою сторону імператора Генріха IV, передавши йому величезні багатства. Імператор коштовності взяв, але допомагати Ізяславу не став, оскільки був занадто зайнятий своїми проблемами.
У цей період, вочевидь, між Ізяславом і Гертрудою часто відбуваються сварки. В одній зі своїх молитов вона просить Бога відвернути серце чоловіка, якого вона називає королем, від ненависті, розпачу і гніву та вселити йому лагідність, добросердя і миролюбність, але при цьому також захистити від усіх небезпек і зробити щасливим шлях на батьківщину. В іншій молитві Гертруда просить Господа почути стогін її серця, позбавити від мук, вигнати всі прикрощі і відвернути зло, яке на неї звалилося через грубість чоловіка і його небажання розмовляти з нею і вислуховувати поради, зробити його справедливим та прихильним до неї, але і втихомирити її власний скажений норов і перетворити на лагідну, спокійну, звернену до добра жінку.
Після повчання папи Григорія VII Болеслав, однак, був змушений помиритися з княжим подружжям, адже це стало однією з умов для отримання ним польської корони. 25 грудня 1076 року Гертруда з чоловіком взяли участь у коронації Болеслава в Гнєзно.
У 1077 році після смерті брата Святослава Ярославича, захопившого владу, Ізяслав з родиною за підтримки Болеслава повернувся на Русь. Проте вже в 1078 році Ізяслав загинув у битві на Ніжатиній ниві з черговими претендентами на великокнязівський престол. Після загибелі чоловіка Гертруда жила при дворі свого сина Ярополка Ізяславовича, князя волинського, який продовжував боротися за Київський престол.
У 1085 — на початку 1086 року, під час війни з Всеволодом Ярославичем і Ростиславичами, коли Ярополк поїхав у Польщу по допомогу, залишивши Гертруду і дружину Кунігунду в Луцьку, Володимир Мономах взяв Луцьк, захопив у полон його матір і дружину і відвіз до Києва. Про долю Гертруди після полону існують різні версії.

### Традиційна версія
Реконструкція життя Гертруди викладена у статті Валентина Яніна та розвинена спеціалістом по історії середньовічної Русі Анджеєм Поппе. За цією реконструкцією після смерті сина Ярополка Гертруда переїхала до свого сина Святополка Ізяславича. У 1093 році Святополк став великим князем київським. У 1102 році, проводжаючи свою внучку Збиславу Святополківну до Польщі в шлюб з Болеславом ІІІ Кривоустим, вона передала свій псалтир, відомий як Кодекс Гертруди. Під 1108 роком літописець записав, що 4 січня померла мати Святополка, руська княгиня.
На Русі Гертруду називали Олісавою. На стінах Софії Київської є графіті «Господи, поможи рабі своїй Олісаві, Святополковій матері, руській княгині…». Його залишив один з онуків Гертруди-Олісави.

## Віросповідання
Янін припускав, що Гертруда кілька разів переходила з католицтва у православ'я і назад. Перший раз вона змінила віросповідання, коли опинилася на Русі на початку 1040-х, отримавши православне ім'я Єлизавета. Потім, у 1073—1077, будучи у вигнанні, вона разом з сином Ярополком (у якого, на думку Яніна, було православне ім'я Гавриїл) перейшла в католицтво (Ярополк отримав католицьке ім'я Петро). Повернувшись на Русь, Гертруда знову стала православною.
Таке припущення піддав критиці Назаренко. На його думку, в гіпотезі з багаторазовими змінами віросповідання на XI століття проєктуються реалії більш пізніх епох. В ті часи, напередодні розколу і відразу після нього, при переході з християнської церкви одного обряду в інший нове хрещення не було потрібне — достатньо було обряду миропомазання. Руські ж князі (навіть найбільш освічені з них) та їх оточення мали нечітке уявлення про догматичні відмінності між церквами. Княжий двір тоді жив в атмосфері конфесійної байдужості. І в особистому побуті Гертруда зберігала католицтво. Її молитовник латинський не лише за мовою, але й за належністю до римського обряду. Але в католицький молитовник вплетені елементи православного (візантійського) обряду, наприклад, у молитвах Гертруди є переклад на латину православного Трисвятого.

## Відносини з Києво-Печерським монастирем
У Гертруди склалися добрі стосунки з ченцями Києво-Печерського монастиря. Близько 1055 року, за рекомендацією Антонія Печерського, в жіночий монастир святого Миколая, засновницею якого була Гертруда, була прийнята мати Феодосія Печерського. Коли ж Антоній, не запитавши дозволу князя Ізяслава, прийняв у монастир боярського сина Варлаама (пізніше ставший першим ігуменом Києво-Печерського монастиря) і княжого ключника Єфрема (пізніше митрополит Київський, святий), й Ізяслав готовий був розігнати печерян, однак «ляховиця», як вона названа в патерику, Гертруда зуміла умовити князя примиритися з ченцями.
На думку Поппе, ченці Києво-Печерського монастиря неявно підтримували домагання сина Гертруди Ярополка на київське князювання, що випливає з записаного в монастирі літописного некролога Ярополка і глухих докорів Всеволоду в літописі після загибелі Ізяслава Ярославича.

## Шлюб і діти
У кінці 1030-х — на початку 1040-х  Гертруда вступила в шлюб з Ізяславом Ярославичем.
За традиційною версією Гертруда була матір'ю всіх трьох княжих синів:
- Мстислав (пом. 1069) — Князь новгородський;
- Ярополк (пом. 1086) — Князь волинський і турівський, Король Русі;
- Святополк (1050—1113) — Великий князь київський.

## Предки
|  |                            |  |  |  |  |  |  |  |  |  |  |  |  |  |  |  |
|  | Земомисл                   |  |  |  |  |  |  |  |  |  |  |  |  |  |  |  |
|  |                            |  |  |  |  |  |  |  |  |  |  |  |  |  |  |  |
|  |                            |  |  |  |  |  |  |  |  |  |  |  |  |  |  |  |
|  | Мешко I                    |  |  |  |  |  |  |  |  |  |  |  |  |  |  |  |
|  |                            |  |  |  |  |  |  |  |  |  |  |  |  |  |  |  |
|  |                            |  |  |  |  |  |  |  |  |  |  |  |  |  |  |  |
|  | Болеслав I Хоробрий        |  |  |  |  |  |  |  |  |  |  |  |  |  |  |  |
|  |                            |  |  |  |  |  |  |  |  |  |  |  |  |  |  |  |
|  |                            |  |  |  |  |  |  |  |  |  |  |  |  |  |  |  |
|  | Болеслав I (князь Чехії)   |  |  |  |  |  |  |  |  |  |  |  |  |  |  |  |
|  |                            |  |  |  |  |  |  |  |  |  |  |  |  |  |  |  |
|  |                            |  |  |  |  |  |  |  |  |  |  |  |  |  |  |  |
|  | Дубравка Чеська            |  |  |  |  |  |  |  |  |  |  |  |  |  |  |  |
|  |                            |  |  |  |  |  |  |  |  |  |  |  |  |  |  |  |
|  |                            |  |  |  |  |  |  |  |  |  |  |  |  |  |  |  |
|  | Бягота                     |  |  |  |  |  |  |  |  |  |  |  |  |  |  |  |
|  |                            |  |  |  |  |  |  |  |  |  |  |  |  |  |  |  |
|  |                            |  |  |  |  |  |  |  |  |  |  |  |  |  |  |  |
|  | Мешко II                   |  |  |  |  |  |  |  |  |  |  |  |  |  |  |  |
|  |                            |  |  |  |  |  |  |  |  |  |  |  |  |  |  |  |
|  |                            |  |  |  |  |  |  |  |  |  |  |  |  |  |  |  |
|  | Добромир                   |  |  |  |  |  |  |  |  |  |  |  |  |  |  |  |
|  |                            |  |  |  |  |  |  |  |  |  |  |  |  |  |  |  |
|  |                            |  |  |  |  |  |  |  |  |  |  |  |  |  |  |  |
|  | Емнільда                   |  |  |  |  |  |  |  |  |  |  |  |  |  |  |  |
|  |                            |  |  |  |  |  |  |  |  |  |  |  |  |  |  |  |
|  |                            |  |  |  |  |  |  |  |  |  |  |  |  |  |  |  |
|  | Гертруда Польська          |  |  |  |  |  |  |  |  |  |  |  |  |  |  |  |
|  |                            |  |  |  |  |  |  |  |  |  |  |  |  |  |  |  |
|  |                            |  |  |  |  |  |  |  |  |  |  |  |  |  |  |  |
|  | Еренфрід II фон Цюльпихгау |  |  |  |  |  |  |  |  |  |  |  |  |  |  |  |
|  |                            |  |  |  |  |  |  |  |  |  |  |  |  |  |  |  |
|  |                            |  |  |  |  |  |  |  |  |  |  |  |  |  |  |  |
|  | Герман I Лотаринзький      |  |  |  |  |  |  |  |  |  |  |  |  |  |  |  |
|  |                            |  |  |  |  |  |  |  |  |  |  |  |  |  |  |  |
|  |                            |  |  |  |  |  |  |  |  |  |  |  |  |  |  |  |
|  | Рихвара                    |  |  |  |  |  |  |  |  |  |  |  |  |  |  |  |
|  |                            |  |  |  |  |  |  |  |  |  |  |  |  |  |  |  |
|  |                            |  |  |  |  |  |  |  |  |  |  |  |  |  |  |  |
|  | Еццо Лотаринзький          |  |  |  |  |  |  |  |  |  |  |  |  |  |  |  |
|  |                            |  |  |  |  |  |  |  |  |  |  |  |  |  |  |  |
|  |                            |  |  |  |  |  |  |  |  |  |  |  |  |  |  |  |
|  | Хейлвіга                   |  |  |  |  |  |  |  |  |  |  |  |  |  |  |  |
|  |                            |  |  |  |  |  |  |  |  |  |  |  |  |  |  |  |
|  |                            |  |  |  |  |  |  |  |  |  |  |  |  |  |  |  |
|  | Рикса Лотаринзька          |  |  |  |  |  |  |  |  |  |  |  |  |  |  |  |
|  |                            |  |  |  |  |  |  |  |  |  |  |  |  |  |  |  |
|  |                            |  |  |  |  |  |  |  |  |  |  |  |  |  |  |  |
|  | Оттон I Великий            |  |  |  |  |  |  |  |  |  |  |  |  |  |  |  |
|  |                            |  |  |  |  |  |  |  |  |  |  |  |  |  |  |  |
|  |                            |  |  |  |  |  |  |  |  |  |  |  |  |  |  |  |
|  | Оттон II                   |  |  |  |  |  |  |  |  |  |  |  |  |  |  |  |
|  |                            |  |  |  |  |  |  |  |  |  |  |  |  |  |  |  |
|  |                            |  |  |  |  |  |  |  |  |  |  |  |  |  |  |  |
|  | Адельгейда Бургундська     |  |  |  |  |  |  |  |  |  |  |  |  |  |  |  |
|  |                            |  |  |  |  |  |  |  |  |  |  |  |  |  |  |  |
|  |                            |  |  |  |  |  |  |  |  |  |  |  |  |  |  |  |
|  | Матильда Саксонська        |  |  |  |  |  |  |  |  |  |  |  |  |  |  |  |
|  |                            |  |  |  |  |  |  |  |  |  |  |  |  |  |  |  |
|  |                            |  |  |  |  |  |  |  |  |  |  |  |  |  |  |  |
|  | Костянтин Склір            |  |  |  |  |  |  |  |  |  |  |  |  |  |  |  |
|  |                            |  |  |  |  |  |  |  |  |  |  |  |  |  |  |  |
|  |                            |  |  |  |  |  |  |  |  |  |  |  |  |  |  |  |
|  | Феофано Склірена           |  |  |  |  |  |  |  |  |  |  |  |  |  |  |  |
|  |                            |  |  |  |  |  |  |  |  |  |  |  |  |  |  |  |
|  |                            |  |  |  |  |  |  |  |  |  |  |  |  |  |  |  |
|  | Софія Фокена               |  |  |  |  |  |  |  |  |  |  |  |  |  |  |  |
|  |                            |  |  |  |  |  |  |  |  |  |  |  |  |  |  |  |
|  |                            |  |  |  |  |  |  |  |  |  |  |  |  |  |  |  |